# Poveri ma ricchi
Poveri ma ricchi è un film commedia del 2016 diretto da Fausto Brizzi.
Il film è liberamente tratto dall'originale francese Les Tuche (2011).

## Trama
La famiglia Tucci di Torresecca, paesino della campagna romana, è composta dall’impiegato caseario Danilo e dalla casalinga Loredana, i loro figli, la commessa influencer adolescente Tamara e lo studioso bambino Kevi (senza la "n" finale per ignoranza del padre), lo zio botanico Marcello e la nonna pensionata e vedova Nicoletta. Nonostante la situazione economica tutt'altro che florida, essi sono una famiglia allegra e unita che vive serenamente, gustandosi quotidianamente una gran quantità di supplì, cucinati da Danilo e Loredana.  
Un giorno Loredana vince alla lotteria cento milioni di euro, e tutta la famiglia decide di godersi la vincita senza farne parola con nessuno, per evitare che tutto il paese venga da loro a chiedere soldi. Tuttavia ben presto il segreto viene svelato e tutta la famiglia Tucci decide di emigrare a Milano per iniziare una nuova vita.
Arrivati nella metropoli lombarda, possono finalmente utilizzare i soldi senza doversi più nascondere. Si trasferiscono dapprima in un albergo a cinque stelle per poi comprarsi un attico di lusso, spendendo a piene mani, dove in entrambi casi sono serviti e riveriti dal mite maggiordomo Gustavo. Nel frattempo Marcello conosce Valentina, una cameriera dell'hotel, e subito se ne innamora, ma poiché la ragazza non riesce a sopportare le persone ricche, si finge un poveraccio e, per amore suo, si trova anche un lavoro come lavapiatti nello stesso albergo. Quando poi il giorno del compleanno di Marcello Valentina lo invita a casa sua dopo il lavoro per festeggiare, tra i due scocca la scintilla e inizia una storia d'amore.
La nuova vita nell'ambiente altolocato finisce tuttavia stroncata da una inaspettata e sgradita sorpresa. Danilo decide di investire tutti i soldi rimasti per allestire una scuderia di Formula 1, ma finisce preda di un truffatore, così i Tucci si ritrovano di nuovo poveri e costretti a tornare alla loro vecchia vita a Torresecca, salvo Marcello che rimane a Milano e si sposa con Valentina.
Tuttavia il ritorno alla normalità fa bene alla famiglia, che ritrova la coesione persa a causa dell'improvviso arricchimento. Alla fine, Kevi rivela (al pubblico) che la truffa subita dal padre in realtà è una montatura ideata da lui e che, grazie all'aiuto dell'ormai inseparabile maggiordomo Gustavo, è riuscito a salvare i risparmi della famiglia e soprattutto l'unità del nucleo familiare.

## Produzione
Le riprese del film si sono svolte dal 29 agosto al 12 ottobre 2016.

## Distribuzione
Poveri ma ricchi è stato distribuito nelle sale cinematografiche a partire dal 15 dicembre 2016.

## Accoglienza
Il film ha incassato 7272904 €, vincendo la competizione di Natale con i concorrenti film italiani.

## Colonna sonora
Le musiche originali del film sono state composte dal cantautore Francesco Gabbani. La colonna sonora è stata pubblicata il 9 dicembre 2016 dalla BMG Rights Management.

## Sequel
A seguito del successo, è stato girato un secondo film, intitolato Poveri ma ricchissimi. Gli sceneggiatori sono Fausto Brizzi, Marco Martani e Luca Vecchi. Il film è diverso dall'originale sequel francese. La colonna sonora è stata curata dal gruppo musicale italiano Thegiornalisti.